# Bente Lauridsen
Bente Lauridsen (født 4. august 1950 på Frederiksberg) er en dansk politiker for Socialistisk Folkeparti. Hun har tidligere været (fra januar 2010) været første næstformand i Region Nordjylland.

## Baggrund
Bente Lauridsen er uddannet som cand. mag i dansk og fransk. Hun har arbejdet som gymnasielærer på Hjørring Gymnasium, Nordvestjysk Handelsgymnasium og VUC Thy-Mors. Desuden er hun Hf- inspektor på VUC Thy-Mors. 

## Politisk karriere
Hun blev valgt ind i det nordjyske regionsråd i 2005. I 2009 var hun SF's spidskandidat til regionsrådet. Hun har tidligere været folketingskandidat for partiet. 
Fra 1. januar 2010 var hun 1. næstformand i Region Nordjylland, hvilket var hun var frem til kommunalvalget i 2013.
Forud for regionsrådsvalget i 2013 var hun spidskandidat for SF. Hun valgte i oktober 2016 at udtræde af regionsrådet efter mere end ti år i regionspolitik.
Hun var ved kommunalvalget i 2017 kandidat for SF til byrådet i Thisted Kommune, hvor hun dog ikke blev valgt ind. Hun fik 166 personlige stemmer.